# Khỉ sóc thông thường
Khỉ sóc thông thường (danh pháp khoa học: Saimiri sciureus) là một loài khỉ sóc, loài khỉ Tân thế giới thuộc chi Saimiri trong họ Khỉ đuôi cong (Cebidae).
Khỉ sóc thông thường sinh sống trong các khu rừng nhiệt đới Trung và Nam Mỹ trong tầng tán. Phần lớn các loài có phạm vi phân bố cận đất hoặc khác đất trong rừng mưa Amazon, trong khi S. oerstedii được tìm thấy với sự phân bố đứt đoạn tại Costa Rica và Panama.

## Mô tả
Bộ lông khỉ sóc ngắn và dày, màu ô liu tại vai và màu cam vàng tại lưng và những bộ phận xa nhất (tay, chân). Họng và tai có lông màu trắng và miệng màu đen. Phần trên của đầu chúng có lông che phủ. Khuôn mặt đen và trắng này ban cho chúng tên gọi "khỉ đầu thần chết" trong một vài ngôn ngữ gốc Đức (như tiếng Đức Totenkopfaffen, tiếng Thụy Điển dödskalleapor, tiếng Hà Lan doodshoofdaapjes) và tiếng Slovenia (smrtoglavka).
Khỉ sóc phát triển tới kích thước 25–35 cm, cộng với chiếc đuôi dài 35–42 cm. Chúng cân nặng 750-1.100 g. Đáng chú ý là tỉ lệ khối lượng bộ não so với khối lượng thân đối với khỉ sóc là 1:17, làm cho chúng có bộ não lớn nhất (khi tính theo tỉ lệ) trong số mọi loài linh trưởng. Bộ não của con người chỉ có tỉ lệ 1:35.
Khỉ sóc cái có dương vật giả để chúng sử dụng trong việc biểu lộ quyền thống trị đối với những con khỉ nhỏ hơn, về cơ bản giống như cách mà những con khỉ sóc đực biểu lộ quyền thống trị của chúng. Khỉ sóc thông thường bị bắt để phục vụ cho buôn bán thú cảnh và nghiên cứu y học, nhưng không rơi vào tình trạng nguy cấp.

## Phân bố
Loài khỉ sóc thông thường có thể được tìm thấy chủ yếu trong lưu vực sông Amazon, bao gồm cả vùng lãnh thổ trong quốc gia của Bolivia, Brazil, Colombia, Ecuador, Guiana thuộc Pháp, Guyana, Peru, Suriname, Paraguay và Venezuela, một quần thể nhỏ đã được giới thiệu đến Nam Florida và nhiều hòn đảo ở Caribbe. Một nhóm cá thể tự do khác nhau đã được phát hiện và chụp hình trong năm 2009 tại rừng Tijuca ở Rio de Janeiro - có thể là kết quả của việc bị thả bất hợp pháp hoặc thoát ra từ vụ buôn bán vật nuôi, năm 2010, khỉ sóc đã bắt đầu được xem xét như là một loài xâm lấn ở các khu rừng nhiệt đới Đại Tây Dương của Brazil, và có những lo ngại về vai trò của nó như là một động vật ăn thịt trứng của các loài chim có nguy cơ tuyệt chủng. Khỉ sóc thông thường thích sống trong tán giữa, nhưng đôi khi sẽ đến. mặt đất hoặc vào các tán cây cao. Họ thực vật cung cấp bao gồm từ con chim săn mồi trong khu rừng nhiệt đới, Savannah, rừng ngập mặn, hoặc vùng đầm lầy.